# Voorzaan

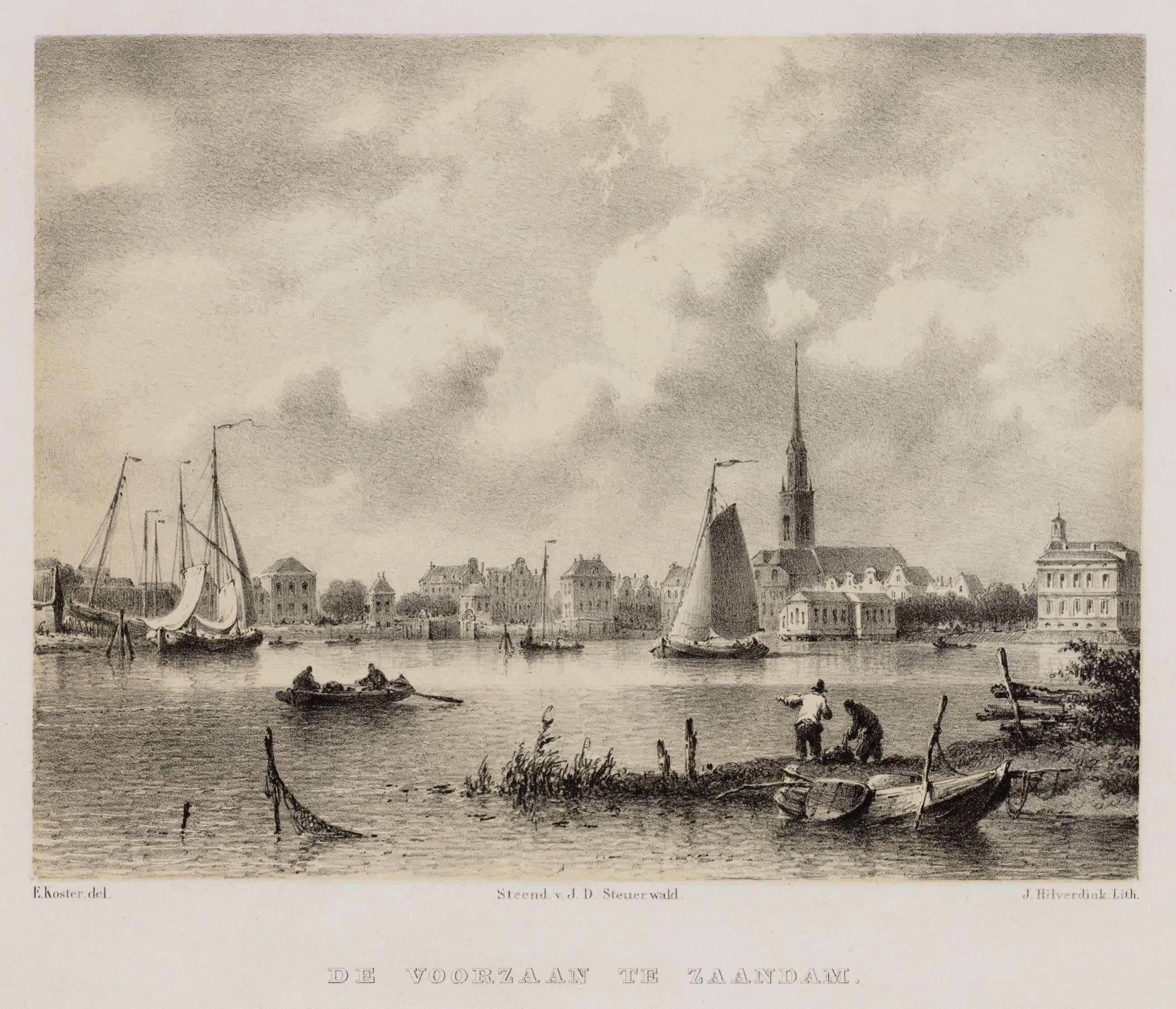
De Voorzaan tusen 1850 en 1875

De Voorzaan is het deel van de Zaan tussen het Eiland, de Prins Hendrikkade en de sluis te Zaandam. Dit is het deel van de Zaan dat vóór de Dam ligt. De Voorzaan stond in verbinding met het IJ en daarmee (via de Zuiderzee) met open water, wat de bedrijvigheid rond dit deel van de Zaan ten goede kwam. Vanuit de Achterzaan konden schepen via een sluis (en tussen 1608 en 1718 een overtoom) de Voorzaan bereiken. In 1870 veranderde de waterhuishouding door de aanleg van een dam ter hoogte van Schellingwoude met daarin de Oranjesluizen, waarmee de open verbinding tussen het IJ en de Zuiderzee werd afgesloten. Hiermee kwam ook een eind aan de verzanding van de Voorzaan, die voordien tot grote problemen leidde. Later volgde aansluiting op het Noordzeekanaal via Zijkanaal G en werd de Voorzaan verlegd.